# Fasano
Fasano är en ort och kommun i provinsen Brindisi i regionen Apulien i Italien. Kommunen hade 39 683 invånare (2017).